# Apodanthes
Apodanthes, monotipski biljni rod u porodici Apodanthaceae, dio reda Cucurbitales. Jedina vrsta je A. caseariae  iz Srednje i tropske Južne Amerike. 
A. caseariae je endoparazit koji živi unutar stabala i grmova porodice Salicaceae ili Fabaceae i koji se pojavljuju samo kako bi cvjetali, zbog čega spadaju u najmanje poznate porodice cvjetnica.

## Vanjske poveznice
- Scientists Uncover Strange Secret Life of a Jungle Butterfly